# Emilio Arrieta
Emilio Arrieta (teljes nevén:Pascual Juan Emilio Arrieta Corera; (Puente La Reina, 1823. október 21. – Madrid, 1894. február 11.) spanyol zeneszerző.

## Életpályája
Itáliában részesült zenei képzésben.  II. Izabella spanyol királynő kegyéből operák szerzésére koncentrálhatott. Később főleg zarzuelákat írt. Legsikeresebb zarzuelája a "Marina" volt. Madridban a tanítványa volt Ruperto Chapí zeneszerző.
Arrieta Madridban hunyt el, 70 éves korában.

## Művei

### Operák
- 1846 Ildegonda
- 1850 La conquista di Granata, 3 felvonásban, librettó: Temistocle Solera
- 1851 Pergolesi
- 1871 Marina, 3 felvonsában (egy 1855-ös zarzuela feldolgozása), libretto: Francisco Camprodón és Miguel Ramos Carrión

### Zarzuelák
- 1853 El dominó Azul, 3 felvonásban, libretto: Francisco Camprodón
- 1853 El grumete, 1 felvonás, libretto: Antonio García Gutiérrez
- 1853 La estrella de Madrid, 3 felvonás, libretto: Adelardo López de Ayala
- 1854 La cacería real, 3  felvonás, libretto: Antonio Garcia Gutierrez
- 1855 Guerra a Muerte, 1 felvonás, libretto: Adelardo López de Ayala
- 1855 La dama del Rey, 1 felvonás, libretto: Francisco Navarro Villoslada.
- 1855 Marina, 2 felvonás, libretto: Francisco Camprodón
- 1856 La hija de la Providencia, 3  felvonás, libretto: Tomás Rodríguez y Díaz Rubí.
- 1856 El sonámbulo, 1 felvonás, libretto: Antonio Hurtado.
- 1858 El planeta Venus, 3  felvonás, libretto: Ventura de la Vega
- 1858 Azón Visconti, 3  felvonás, libretto: Antonio García Gutiérrez
- 1860 Los circasianos, 3  felvonás, libretto: Luis de Olona
- 1861 Llamada y tropa, 2  felvonás, libretto: Antonio García Gutiérrez
- 1862 La Tabernera de Londres, 3  felvonás, libretto: Antonio García Gutiérrez.
- 1863 La vuelta del corsario, 1 felvonás, libretto: Antonio García Gutiérrez (El grumetemásodik része)
- 1866 El duende de Madrid, 2 felvonás, libretto: ?
- 1866 El conjuro, 1 felvonás, libretto: Adelardo López de Ayala
- 1866 Un sarao y una soirée 2 felvonás, libretto: Miguel Ramos Carrión és Eduardo de Lustonó
- 1867 La suegra del diablo, 3  felvonás, libretto: Eusebio Blasco y Soler
- 1867 El figle enamorado, 1 felvonás, libretto: Miguel Ramos Carrión
- 1867 Los novios de Teruel, 2  felvonás, libretto: Eusebio Blasco y Soler
- 1869 De Madrid a Biarritz, 2  felvonás, libretto: Miguel Ramos Carrión és Carlos Coello
- 1870 El potosí submarino, 3  felvonás, libretto: Rafael García Santisteban
- 1873 Las manzanas de oro, 3  felvonás, libretto: Eusebio Blasco y Soler és Emilio Álvarez
- 1875 Entre el alcalde y el rey, 3  felvonás, libretto: Nuñez de Arce.
- 1879 La guerra santa, 3  felvonás, libretto: Luis Mariano de Larra,  Jules Verne nyomán
- 1880 Heliodora o El amor enamorado, 3 felvonás, libretto: Juan Eugenio Hartzenbusch
- 1883 San Franco de Sena, 3 felvonás, libretto: José Estremera
- 1885 El Guerrillero, (Manuel Fernández Caballero és Ruperto Chapí közreműködésével)

## Fordítás
- Ez a szócikk részben vagy egészben  az   Emilio Arrieta című angol Wikipédia-szócikk fordításán alapul.  Az eredeti cikk szerkesztőit annak laptörténete sorolja fel. Ez a jelzés csupán a megfogalmazás eredetét és a szerzői jogokat jelzi, nem szolgál a cikkben szereplő információk forrásmegjelöléseként.

## Külső hivatkozások
- Életrajza